# Desafio Brasil-Estados Unidos de Curling de 2010
O segundo Desafio Brasil-Estados Unidos de Curling ocorreu entre 5 e 7 de fevereiro de 2010 na cidade de Bismarck, Dakota do Norte. O vencedor da melhor-de-cinco jogos asseguraria vaga no Campeonato Mundial Masculino de Curling de 2010. Os Estados Unidos foram representados pela equipe capitaneada por Pete Fenson, enquanto o Brasil competiu com atletas do Comitê Olímpico Brasileiro, estudantes da Universidade de Sherbrooke, no Canadá.

## Equipes
| Brasil                                                                                            | Estados Unidos                                                                        |
| ------------------------------------------------------------------------------------------------- | ------------------------------------------------------------------------------------- |
| Capitão: Celso Kossaka Terceiro: Marcelo Mello Segundo: Luis Augusto Silva Primeiro: Filipe Nunes | Capitão: Pete Fenson Terceiro: Shawn Rojeski Segundo: Joe Polo Primeiro: Tyler George |

## Resultados
Jogo 1
| Pista B        | LSFE | 1 | 2 | 3 | 4 | 5 | 6 | 7 | 8 | 9 | 10 | Final |
| -------------- | ---- | - | - | - | - | - | - | - | - | - | -- | ----- |
| Brasil         |      | 1 | 0 | 1 | 0 | 0 | 1 | 0 | X | X | X  | 3     |
| Estados Unidos |      | 0 | 3 | 0 | 3 | 0 | 0 | 4 | X | X | X  | 10    |

Jogo 2
| Pista B        | LSFE | 1 | 2 | 3 | 4 | 5 | 6 | 7 | 8 | 9 | 10 | Final |
| -------------- | ---- | - | - | - | - | - | - | - | - | - | -- | ----- |
| Estados Unidos |      | 1 | 0 | 3 | 0 | 2 | 2 | X | X | X | X  | 8     |
| Brasil         |      | 0 | 0 | 0 | 1 | 0 | 0 | X | X | X | X  | 1     |

Jogo 3
| Pista C        | LSFE | 1 | 2 | 3 | 4 | 5 | 6 | 7 | 8 | 9 | 10 | Final |
| -------------- | ---- | - | - | - | - | - | - | - | - | - | -- | ----- |
| Estados Unidos |      | 1 | 2 | 0 | 3 | 0 | 2 | X | X | X | X  | 8     |
| Brasil         |      | 0 | 0 | 1 | 0 | 1 | 0 | X | X | X | X  | 2     |